# Terry Virts
Terry W. Virts, Jr. (Baltimore, 1º de dezembro de 1967) é um ex-astronauta norte-americano e coronel da USAF.
Formado em matemática pela Academia da Força Aérea dos Estados Unidos, recebeu a patente de segundo-tenente e realizou treinamentos em jatos F-16 Fighting Falcon, passando os anos seguintes baseado em diversas bases da Força Aérea, na Flórida e na Coreia do Sul, acumulando um total de três mil horas de voo em 40 tipos diferentes de aeronaves.
Selecionado como piloto para treinamento de astronauta na NASA em 2000, Virts atuou em funções terrestres como CAPCOM e na equipe de apoio da Expedição 9 à ISS. Em 8 de fevereiro de 2010, quando fez sua primeira viagem ao espaço, como piloto da missão STS-130 da nave Endeavour passou treze dias em órbita.
Foi novamente ao espaço em 23 de novembro de 2014, como engenheiro de voo da Soyuz TMA-15M, lançada do Cosmódromo de Baikonur, para uma missão de longa duração na ISS. Integrou a  Expedição 42  e após seu encerramento passou a comandar a Expedição 43.  Retornou à Terra em 11 de junho de 2015, depois de cumprir 199 dias em órbita na estação espacial.